# Barbara Hershey
Barbara Hershey, egentlig Barbara Lynn Herzstein, (født 5. februar 1948 i Hollywood, California, USA) er en amerikansk filmskuespiller.
Hun debuterede i 1968, og medvirkede i flere film i 1970'erne, dels under navnet Barbara Seagull, men fik først et gennembrud i Woody Allens Hannah and Her Sisters (Hannah og hendes søstre, 1986). Hun har siden spillet større og mindre roller i film som A World Apart (En anden verden, 1988), The Last Temptation of Christ (Den sidste fristelse, 1988; som Maria Magdalene), Paris Trout (1991), Falling Down (1993) og Insidious (2011).